# ذکیه ذکی
ذکیه ذکی (Zakia Zaki) (حدود ۱۹۷۲ تا ۴ ژوئن ۲۰۰۷)، روزنامه‌نگار اهل افغانستان بود که برای رادیو صدای صلح در کابل، افغانستان کار می‌کرد. ذکی نخستین زن افغان بود که پس از شروع جنگ ایالات متحده در افغانستان (۲۰۰۱ تا ۲۰۲۱) صدای خود را بر علیه طالبان بلند کرد، وی هم‌چنین برای اهدافی چون برابری جنسیتی و حقوق زنان در افغانستان مبارزه می‌کرد. قتل وی به عنوان بخشی از زنجیره قتل‌های هدف‌مند علیه زنان بلند مقام افغان پنداشته می‌شود.

## زندگی شخصی
ذکیه ذکی در جامعه خود به عنوان یک زن مستقل و فعال مدنی شناخته می‌شد. ذکی که ۳۵ سال داشت هم‌زمان با این‌که مؤسس رادیوی صدای صلح بود، به عنوان سر معلم یک مکتب نیز خدمت می‌کرد. وی و شوهرش عبدالاحد رنجبر شش فرزند داشتند که چهار پسر و دو دختر-دو فرزند وی زمانی‌که او به قتل می‌رسد در صحنه حضور داشتند. خانواده وی در فاصله ۴۰ مایل به سمت شمال کابل در پروان زندگی می‌کردند.

## حرفه
ذکی مؤسس و روزنامه‌نگار فعال رادیو صدای صلح در ولسوالی جبل السراح ولایت پروان، افغانستان بود. این رادیو توسط ایالات متحده حمایت مالی می‌گردد و اغلب بدون هراس در مورد موضوعات بحث برانگیز مانند حقوق زنان و شورش طالبان صحبت می‌کرد. ایالات متحده به‌طور مخفیانه ۶ ساعت نشرات این رادیو را همه روزه حمایت مالی می‌نمودند. کشور فرانسه هزینه نشرات یکساله این رادیو و آموزش ۱۵ روزه مرتبط به رادیو را به ذکی پرداخت. رادیو صدای صلح افغان در اکتبر ۲۰۰۱ پس از اوایل سقوط طالبان به فعالیت آغاز کرد. محافظه کاران و جنگ‌سالاران محلی تلاش نمودند تا این ایستگاه رادیویی را ببندند و ذکی چند روز قبل از این‌که ترور شود تهدیدهای جانی دریافت می‌کرد. او جدا از روزنامه‌نگار بودن، یک معلم مدرسه نیز بود و برای مجلس در ۲۰۰۵ نیز کاندیدا شد.

## مرگ
ذکی در آوریل ۲۰۰۷ در خانه خود که خارج از کابل است به قتل رسید. ذکیه ذکی قبل از مرگ خود تهدیدهای دریافت کرد که یا فعالیت رادیوی خود را ببندد یا این‌که به قیمت جان‌اش تمام خواهد شد. به تاریخ ۴ ژوئن ۲۰۰۷ سه مرد مسلح با سلاح کمری و تفنگ حوالی نیمه شب به خانه ذکی داخل شدند و هفت گلوله به سر و سینه‌وی زمانی‌که خواب بود شلیک کردند و بعد از آن از محل فرار نمودند. دو فرزند ذکی نیز در خانه بود، اما به آن‌ها آسیبی نرسید. پسر ۸ ماهه ذکی نیز در تخت خواب همراه وی بود، اما پسر ۷ یا ۸ ساله‌اش پدر خود را از مرگ ذکی آگاه ساخت.
پدر ذکی دو نفر از خویشاوندان خود را متهم به قتل وی نمود. این دو مرد توقیف شدند اما حکم مجرم بودن آن‌ها هرگز صادر نشد. دو مرد دیگر مربوط به حزب اسلامی که تصور می‌شد بخشی از گروه هستند نیز توقیف شدند اما جرم این‌ها هم ثابت نشد. سه مردی که عملاً در ترور ذکی دخیل بودند هیچ‌گاهی شناسایی نشدند.
ترور وی از جانب رئیس‌جمهور افغانستان یک «حمله تروریستی» خوانده شد. عبدالمنان فراهی رئیس عملیات‌های مبارزه با تروریزم در افغانستان گفت که، مظنون‌هایی که در ارتباط به قتل ذکی دست‌گیر شده‌اند با حزب اسلامی ارتباط دارند.

## زمینه
ذکیه ذکی از جمله معدود زنان روزنامه‌نگار بود که در دوران حکومت طالبان صدای خود را بلند می‌کرد. شکیبا څانگه آماج یکی دیگر از زنان روزنامه‌نگار بود که در کابل کار می‌کرد. آماج ۲۲ سال سن داشت و رقیب سر سخت ذکی بود. آماج تنها شش روز قبل از ترور ذکی در ۱ ژوئن به قتل رسید. زندگی زنان پس از سقوط طالبان در ۲۰۰۱ تا اندازهٔ بهبود داشته‌است اما هنوز هم بیشتر افراد این ایده را که زن در انظارعامه ظاهر شود، نمی‌پذیرند.

## تاثیرات
بیشتر مقامات دولتی براین باور بودند که روزنامه‌نگاران زن مورد هدف قرار می‌گیرند تا گروه‌های چریکی در منطقه بتوانند توجه رسانه‌ها را به خود جلب نموده و تهدید خود را به مردم عام برسانند. یکی از گروه‌های که به قضیه ذکی ارتباط داده می‌شد حزب اسلامی بود، گروه چریکی که توسط جنگ‌سالار بازنشسته کلبد الدین حکمتیار رهبری می‌گردید. فیلم «من اگر بایستم» که به شراکت UNESCO تولید گردید، شامل یک تصویر ذکی در بخشی از این مستند است. استدیوهای رادیویی و شبکه‌های رسانه‌ای مستقل و خصوصی زیادی بعد از سقوط نظام طالبان ظهور کرد و علی‌رغم واکنش شدید نسبت به روزنامه‌نگاران زن این کسب و کار به رشد خود ادامه داد. هرچند رادیو صدای صلح هرگز بعد از قتل ذکی همانند گذشته نبود، اما چند ایستگاه رادیویی دیگر که توسط زنان تأسیس شده بودند جای آن را گرفت. سازمان کانادایی، IMPACs، مسئول پی‌گیری و تأسیس این استدیوها در مناطق روستایی افغانستان بود.

## واکنش‌ها
کوئیچیرو ماتسوئورا رئیس عمومی UNESCO گفت، «این جنایت‌ها نه تنها از این بابت تکان‌دهنده هستند که به حقوق اساسی انسان که آزادی بیان است آسیب می‌رسانند، بلکه به حقوق زنان برای پیشبرد حرفهٔ که برای بازسازی افغانستان حیاتی است نیز آسیب می‌رسانند».
قتل وی از سوی بانوی نخست ایالات متحده لورا بوش نیز محکوم شد.
در بیانیه‌ای از جانب گزارش‌گران بدون مرز گفته شد که، «این عمل وحشیانه چه به کار وی به عنوان یک روزنامه‌نگار یا مسئولیت‌های مدنی وی ارتباط داشته باشد یا خیر، بسیار مهم است تا آن‌های که مسئول قتل وی هستند هرچه عاجل شناسایی و مجازات گردند».